# Paratanytarsus toyaprimus
Paratanytarsus toyaprimus är en tvåvingeart som beskrevs av Sasa 1988. Paratanytarsus toyaprimus ingår i släktet Paratanytarsus och familjen fjädermyggor. Inga underarter finns listade i Catalogue of Life.